# Дача Кривицького «Остенде»
Дача Кривицького «Остенде» (Санаторій «Ударник») — дача в Євпаторії, Крим. Будинок збудований на початку ХХ століття і є пам'яткою архітектури й містобудування місцевого значення. Розташований на Набережній Горького, 8.

## Назва і розташування
Дача розташована в центральній частині Євпаторії, біля берегу Чорного моря. Запроєктована в першому «курортному районі».
Дивну для Криму й царської Росії назву дачі місцеві краєзнавці пов'язують із її розташуванням, адже вона стоїть на рівнинній піщаній смузі (намитій морем), за межами фортечних мурів, а для мешканців це вже була околиця міста. У точності, як нідерландське місто Остенде, яке також спочатку розташовувалося на східній (нід. Oost) околиці (нід. Einde) острова Тестереп, а коли знизився рівень моря, воно злилося з материком.

## Опис будівлі
Будівлі дачі притаманна євпаторійська модерна архітектура, а сам проєкт, за визначенням місцевих краєзнавців, приписується архітектору Павлові Сеферову. Фасад дачі повернений назовні, в бік вулиці. На території збереглося кілька насаджень, якими створювався затишок внутрішнього дворику та укріплявся ґрунтовий покрив.

## Історія
Достеменно невідомо хто такий Кривицький, що спонукало його побудувати дачу в Євпаторії. Та за переказами тих часів уже в 1910 році дача була заселена. Дослідники Євпаторії, приглядаючись до архітектурних елементів та стилю, стверджують, що автором-архітектором будівлі був відомий євпаторійський архітектор вірменського походження Павло Якович (Богос Акопович) Сеферов.
Все починалося з того, що тодішні очільники міста зацікавили російський бізнес перспективами створення в Євпаторії курорту і запропонували їм паї на узбережжі (за умови, що ті розвиватимуть інфраструктуру: сади, озеленення, мощення дороги). На заклик влади відгукнулися місцеві багачі та караїми (які нещодавно компактно переселилися до міста).
Берег у ті роки — це вузька смужка намитого хвилями піску, який далі переходив у широке поле, покрите травами (дурнишник, гречишник) й рідкісні кущі маслини (лох вузьколистий). Така обмежена рослинність мало що утримувала пісок від перенесення під дією вітрів, тому міська влада зобов'язувала «дачників» озеленювати територію: три чверті виділеного паю землі мали бути засаджені деревами і кущами. Тож дача Кривицького, розташована на першій лінії, мала великий і ошатний сад.

### Розквіт маєтку
Розквіт маєтку припав на часи Першої світової війни. Коли велика кількість поранених та травмованих російських офіцерів була спрямована до Криму щоби поправити їхнє здоров'я. Контраст між лихом війни та відпочинком в поєднанні з цілющими властивостями грязелікування та моря популяризував Євпаторію. Відтак власники маєтків радо віддавали свої будівлі під пансіони для військових, хоч частина з них так і не виживала.

### Курортний комплекс у радянські часи
Радикальні зміни: революція в Росії, розвал імперії та Громадянська війна та захоплення влади більшовиками, довели власника до її втрати. Як наслідок, на початку 20-х років ХХ століття маєтність Кривицького націоналізовано.
Тривалий час безгосподарного його використання і пограбування, негативно відобразився на будівлі. Вона почала руйнуватися, тоді місцеві партійні керівники звернулися до численних трудових колективів Країни Рад взяти під шефство більшість «націоналізованих у буржуїв» дач і маєтків. Таким чином у місті зародився всесоюзного значення курорт, а з 1925 року в дачі почав працювати корпус санаторію «Ударник».

### Сучасність
Постановою Кабінету Міністрів Кримської автономної області України, дача Кривицького відноситься до пам'яток архітектури та містобудування і охороняється чинним законодавством. Оскільки вже склалася традиція, що ця будівля майже сотню років належала курортному закладу, то будівлю не відчужували до міського майна, а закріпили за відомим санаторієм, який і опікується збереженням, реставрацією й утриманням споруди. Наразі дача Кривицького розташована на території курортного центру «Перемога» санаторію «Ударник»
У приміщенні дачі розташований корпус лікувального закладу. Тут хворі лікують захворювання органів дихання (нетуберкульозного характеру), кістково-м'язової системи, нервової системи, системи кровообігу, гінекологічні захворювання, шкірні захворювання, захворювання опорно-рухового апарату, захворювання сечостатевої системи.